# Krystyna Gucewicz-Przybora
Krystyna Gucewicz-Przybora ps. Ewa Mińska (ur. 27 czerwca 1947) – polska dziennikarka, krytyk sztuki, satyryk, recenzentka teatralna, reżyserka, autorka scenariuszy widowisk teatralnych, programów telewizyjnych, filmów, poetka i pisarka.
Była szefem działu kulturalnego „Expressu Wieczornego”, współpracowała z tygodnikiem „Kulisy”, była zastępcą redaktora naczelnego „Forum Rozrywki” oraz felietonistką i szefową działu kulturalnego w „Szpilkach”. 
Pracowała przy programie telewizyjnym Wieczór z Alicją w TVP i Na stojaka w HBO. Prowadzi czwartkową audycję Podwieczór w Radiu Józef 96,5 FM, w której przeprowadza wywiady ze znanymi osobistościami kultury. Przez wiele lat zasiadała w jury Lidzbarskiej Biesiady Humoru i Satyry.

## Publikacje
Tomy poetyckie:
- Z miłości
- Ave Maria
- Łzy ptaka
- Kocham Cię: wiersze kardiologiczne
- Poeta odchodzi
- Przytul mnie: tabletki na miłość
- Serce na smyczy: wiersze nieprzytomnie miłosne
- Nagie wiersze

Pozostałe książki:
- Kto jest z kim, czyli jak się kochają
- Dlaczego się kochają, czyli życie na różowo
- Zamach na Zamachowskiego
- Pogrzeb wróbla
- Z miłości
- Jeszcze wczoraj miałam raka
- Notes Krystyny Gucewicz, czyli Foltyn w śmietanie

## Odznaczenia i nagrody
- Brązowy Medal „Zasłużony Kulturze Gloria Artis”, 2008
- Krzyż Wielki z Gwiazdą Orderu Świętego Stanisława, 2015[1]
- Nagroda im. Witolda Hulewicza, 2021[2]
- Nagroda im. Karoliny Beylin, 2022[3]